# Ruppes
Ruppes – miejscowość i gmina we Francji, w regionie Grand Est, w departamencie Wogezy.
Według danych na rok 1990 gminę zamieszkiwało 111 osób, a gęstość zaludnienia wynosiła 15 osób/km² (wśród 2335 gmin Lotaryngii Ruppes plasuje się na 934. miejscu pod względem liczby ludności, natomiast pod względem powierzchni na miejscu 800.).